# Andriy Tverdostup
Andriy Volodymyrovich Tverdostup (né le 18 juin 1977 à Kirovohrad) est un athlète ukrainien, spécialiste du 400 m.
Il détient le record national du relais 4 x 400 m depuis 2001. Il est marié à Tamara Tverdostup. 